# بیاووپوله (استان سلیزیا سفلی)

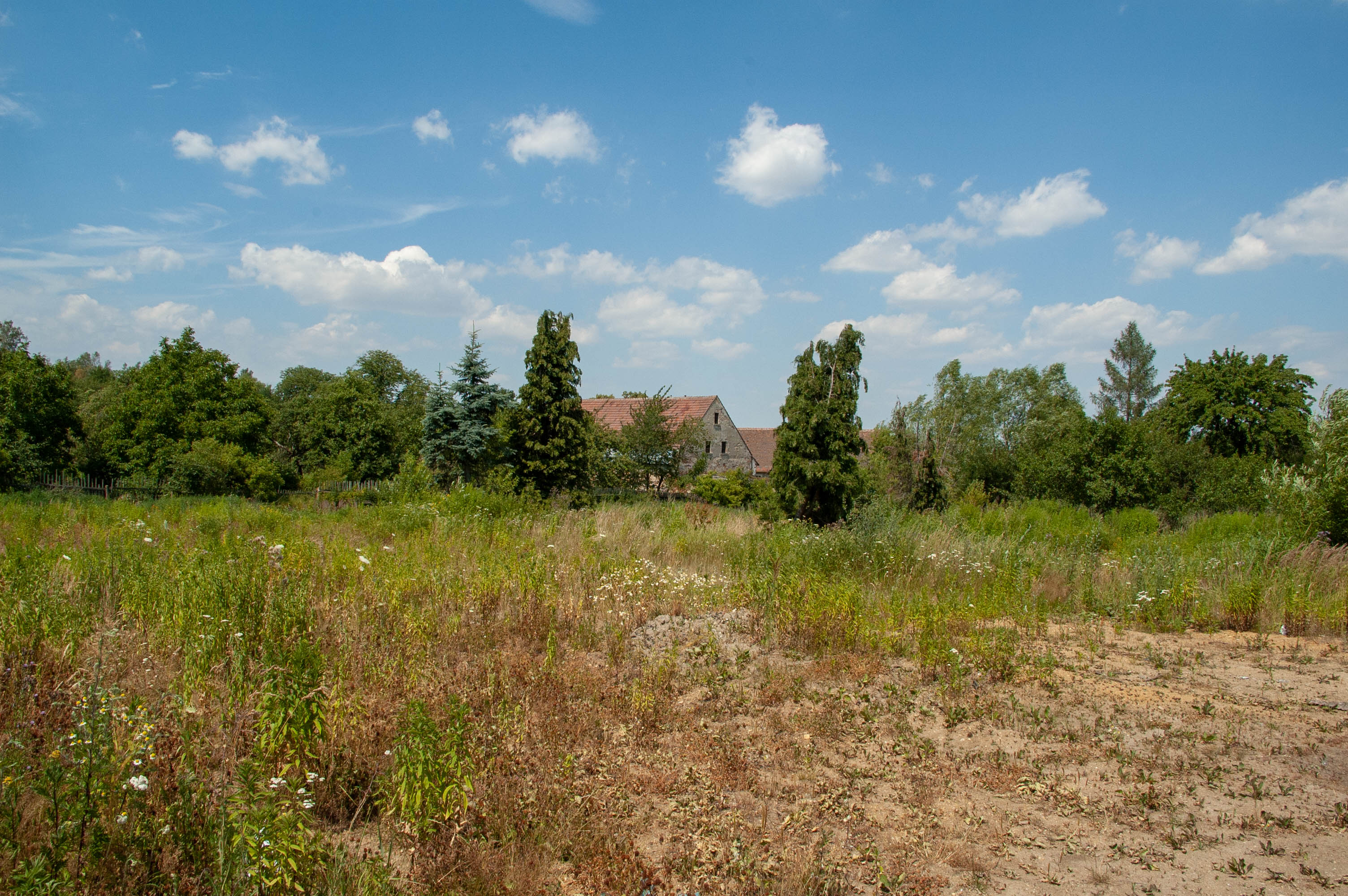

بیاووپوله (به لهستانی:  Białopole) یک روستا در لهستان است که در گمینا بوگاتنگا واقع شده‌است.